# Peterson Occenat
Peterson Occenat (ur. 3 grudnia 1989) – haitański piłkarz występujący na pozycji bramkarza. Zawodnik klubu Miami United.

## Kariera klubowa
Occenat karierę rozpoczynał w 2007 roku w zespole Violette AC. Spędził tam sezon 2007. W następnym grał dla klubu Racing Club Haïtien, a w 2009 roku przeszedł do Aigle Noir AC. Jego barwy reprezentował do roku 2013. Następnie występował w amerykańskich drużynach Miami United oraz Miami Fusion. W 2018 roku wrócił do Miami United.

## Kariera reprezentacyjna
W reprezentacji Haiti Occenat zadebiutował w 2007 roku. W tym samym roku znalazł się w drużynie na Złoty Puchar CONCACAF. Nie wystąpił jednak na nim w żadnym spotkaniu, a Haiti odpadło z turnieju po fazie grupowej.
W 2009 roku Occenat ponownie został powołany do kadry na Złoty Puchar CONCACAF. Na nim również nie zagrał ani razu, a Haiti zakończyło turniej na ćwierćfinale.